# کونیتسه (ناحیه بلانسکو)
کونیتسه (به چکی: Kunice) یک منطقهٔ مسکونی در جمهوری چک است که در ناحیه بلانسکو واقع شده‌است. کونیتسه ۳٫۷۲ کیلومتر مربع مساحت و ۱۱۶ نفر جمعیت دارد و ۵۳۶ متر بالاتر از سطح دریا واقع شده‌است.